# Blankenhagen
Blankenhagen – gmina w Niemczech, w kraju związkowym Meklemburgia-Pomorze Przednie, w powiecie Rostock, wchodząca w skład związku gmin Rostocker Heide.
1 stycznia 2012 do gminy przyłączono gminę Mandelshagen ze związku gmin Carbäk, która stała się jej dzielnicą.